# Терновое (Острогожский район)
Терновое — село в Острогожском районе Воронежской области в 14 километрах к северо-западу от Острогожска. Административный центр Терновского сельского поселения.

## Этимология
Название села, расположенного около опушки леса, произошло от терновых зарослей в данной местности.

## История
Основано коротоякскими служилыми людьми в 1653 году у Тернового леса, по документам известно с 1658 года, в частности, острогожский воевода жаловался в Москву, что черкасы, поселенные в Острогожске в 1652 году, бедствуют от недостатка земли, так как частью отведенного им надела завладели коротоякцы деревни Ссыльной (тогдашнее название села).
Из документов 1705 года известно, что Терновое (Ссыльное) в то время было уже селом. В 1746 году оно имело 53 двора крестьян-однодворцев.
В 1875 году в селе Терновом была построена деревянная Георгиевская церковь.
В 1900 году в селе имелось 4 общественных здания, 8 ветряных мельниц, 2 кузницы.
Село Терновое входило в состав Коротоякского, Острогожского (1923—1928) уездов.
В июле 1942 года — январе 1943 года Терновое было оккупировано немецко-фашистскими войсками.
В настоящее время в селе Терновое действуют фермерское хозяйство, неполная средняя школа, Дом культуры, библиотека, медпункт, отделение связи.

## Население
| 2000 | 2005 | 2010 |
| ---- | ---- | ---- |
| 917  | ↘824 | ↘704 |

## Инфраструктура
В селе расположена Терновская основная общеобразовательная школа.
В селе имеются три улицы — Октябрьская, Первомайская, Советская и два переулка — Голубец, Фокин.

## Русская православная церковь
Также здесь находится деревянная церковь в честь великомученика Георгия Победоносца — православный храм Россошанской и Острогожской епархии Воронежской митрополии. Расположена в селе Терновое Острогожского района Воронежской области, построенная в 1875 году.